# Dean Barrow
Dean Oliver Barrow je belizejski političar i član Ujedinjene demokratske stranke koji od 2008. godine služi kao predsjednik Vlade Belizea. 

## Biografija
Barrow je rođen 2. ožujka 1951. u Belize Cityju. Radio je kao viši pravni savjetnik, jedan je od najuspješnijih odvjetnika Belizea, poznat po nekoliko istaknutih slučajeva. Počeo je raditi u odvjetničkoj tvrtki ujaka Deana Lindoa 1973. godine i postao mu partner 1977. godine. Kasnije je osnovao svoj vlastiti odvjetnički ured Barrow i Williams (s Rodwellom Williamsom) u kojem je radio do 2008. godine do općih izbora.

## Politika
Barrow je u politiku ušao 1983. godine kada se na izborima natjecao za mjesto u Vijeću Belize Cityja. Potom je sudjelovao na općim izborima 1984., 1989. i 1993. godine te ulazi u parlament. Nakon izbora 1998. godine Ujedinjena demokratska stranka gubi izbore a Barrow postaje predsjednik stranke. Nakon izbora održanih 7. veljače 2008. godine Ujedinjena demokratska stranka ostvaruje pobjedu, a Barrow je položio prisegu kao premijer 8. veljače. On je prvi tamnoputi predsjednik Vlade Belizea.  Nakon izbora 2012. Barrowa stranka osvaja ponovo najviše mandata te on nastavlja služiti kao predsjednik Vlade.